# New Wilmington, Pennsylvania
New Wilmington là một thị trấn thuộc quận Lawrence, tiểu bang Pennsylvania, Hoa Kỳ. Năm 2010, dân số của thị trấn này là 2466 người.